# Berge (Hamm)
Berge ist ein Ortsteil der westfälischen Stadt Hamm.

## Geographie

### Lage
Berge liegt südlich des Zentrums der Stadt Hamm.

### Gliederung
Zu Berge gehört die Siedlung Ostdorf im Nordosten.

### Nachbargemeinden
Berge grenzte im Jahr 1967 im Uhrzeigersinn im Norden beginnend an die Stadt Hamm und an die Gemeinden Braam-Ostwennemar, Westtünnen, Rhynern, Freiske, Weetfeld und Wiescherhöfen (alle heute zu Hamm).

## Geschichte
Berge wurde urkundlich erstmals 1258 als Berige erwähnt. Der Ort wurde urkundlich 1265 Berge iuxta oppidum Hamme, vor 1300 curia Berghem iuxta Hammonem und um 1392 Berghe genannt.
Berge gehörte im Spätmittelalter und der Frühen Neuzeit in eigener Bauerschaft (Berghen) im Amt Hamm zur Grafschaft Mark. Laut dem Schatzbuch der Grafschaft Mark von 1486 hatten die 20 Steuerpflichtigen in der Bauerschaft zwischen 2 oirt und 6 Goldgulden an Abgabe zu leisten. Im Jahr 1705 waren in der Bauerschaft Berge 22 Steuerpflichtige mit Abgaben an die Rentei Hamm im Kataster verzeichnet.
Im 19. Jahrhundert gehörte Berge bei der Errichtung der Ämter in der preußischen Provinz Westfalen zum Amt Rhynern im Kreis Hamm. Im Jahr 1885 gab es in der Landgemeinde Berge auf 860 ha Fläche, davon 568 ha Ackerland, 51 ha Wiesen, 109 ha Holzungen, 1 Wohnplatz, 114 Wohnhäuser mit 159 Haushaltungen und 852 Einwohner.
Anlässlich der Auskreisung der Stadt Hamm am 1. April 1901 wurde aus dem Kreis der Landkreis Hamm. Nach einer Gebietserweiterung im Jahr 1929 wurde dieser im Oktober 1930 in Kreis Unna umbenannt.
Am 1. Januar 1968 wurde die bis dahin selbständige Gemeinde Berge in die kreisfreie Stadt Hamm eingegliedert.

## Einwohnerentwicklung
| Jahr | Einwohner |
| ---- | --------- |
| 1849 | 0525      |
| 1910 | 1697      |
| 1931 | 1831      |
| 1956 | 3213      |
| 1961 | 3686      |

## Verkehr

### Straßen
Die Bundesstraße B 63 verbindet Berge mit Hamm, Rhynern und Werl.
Die Kreisstraße K 8 führt in den Nachbarort Westtünnen.

### Öffentlicher Personennahverkehr
Berge wird von den Linien 2 und 14 der Stadtwerke Hamm und von der Regionallinie R 41 der Verkehrsgemeinschaft Ruhr-Lippe bedient. Während alle Linien im Hammer Zentrum starten, enden die Linien 2 und 14 in Rhynern. Nur die R 41 fährt weiter nach Werl.